# Billy-Chevannes
Billy-Chevannes is een gemeente in het Franse departement Nièvre (regio Bourgogne-Franche-Comté) en telt 360 inwoners (2009). De plaats maakt deel uit van het arrondissement Nevers.

## Geografie
De oppervlakte van Billy-Chevannes bedraagt 24,6 km², de bevolkingsdichtheid is 15,2 inwoners per km².
De onderstaande kaart toont de ligging van Billy-Chevannes met de belangrijkste infrastructuur en aangrenzende gemeenten.

## Demografie
Onderstaande figuur toont het verloop van het inwonertal (bron: INSEE-tellingen).